# Sparbankshuset, Halmstad
Sparbankshuset i Halmstad är en byggnad vid Stora Torg och Kyrkogatan i Halmstads historiska stadskärna.
Huset ritades av Ivar Tengbom och Ernst Torulf och uppfördes 1912–1914 för Halmstads sparbank.
Halmstads Sparbank, som började sin verksamhet 1835, planerade från 1910 en egen fastighet. För ritningarna inbjöds de lokalt verksamma arkitekterna Sven Gratz och Per Lennart Håkanson samt Ivar Tengbom från Stockholm. Den senare fick uppdraget och byggnaden uppfördes av två byggmästare från Umeå.
Huset uppfördes 1912–1914 med handslaget tegel från Slottsmöllans tegelbruk och med sockel i hallandsgnejs och invigdes i november 1914.
Inredning skapades också av Ivar Tengbom, med en bankhall med golv i kalksten och marmor. I byggnaden fanns också bostäder. Den inrymde bland annat fyra paradlägenheter med sex rum och kök plus jungfrukammare.
Åren 1965–1967 gjordes en tillbyggnad ritad av Sparfrämjandets arkitektkontor på anslutande tomt norrut med Skånska Cementgjuteriet som totalentreprenör. Tillbyggnaden har fasad i rött tegel och granit för att ansluta till det existerande huset. Tillbyggnaden ansluter till Gallerian (tidigare Domus), som byggdes ungefär samtidigt och ingår i samma fastighet som sparbankshuset, Klingberget 6.